# Вила ди Сасонеро (Болоња)
Вила ди Сасонеро (итал. Villa di Sassonero) је насеље у Италији у округу Болоња, региону Емилија-Ромања.
Према процени из 2011. у насељу је живело 21 становника. Насеље се налази на надморској висини од 427 м.